# Bernard Blistène
Bernard Blistène, né en 1955, est un conservateur de musée français.
Entre 2013 et 2021 il est directeur du musée national d'Art moderne au Centre Pompidou. Depuis 2021, Bernard Blistène est chargé de la coordination du projet de commande nationale dans l'art contemporain doté de 30 millions d'euros et baptisé « Mondes nouveaux ».

## Biographie
Né en 1955, fils du réalisateur de cinéma Marcel Blistène et frère de l'avocat et écrivain François Blistène, Bernard Blistène est diplômé de l’École du Louvre et de l'Institut d'art et d'archéologie.

### Enseignement
Il devient rédacteur pour différentes revues d'art contemporain et enseigne l'art contemporain à l’École du Louvre de 1985 à 2005, où « la plupart des jeunes galeristes, conservateurs, et critiques l'ont fréquenté avec passion ».

### Commissaire d'exposition
Il est recruté par Dominique Bozo au Centre Pompidou en 1983, où il organise les premières expositions rétrospectives de Christian Boltanski, François Morellet, Ed Ruscha ou Daniel Buren et, parmi d'autres, les rétrospectives de Cy Twombly puis Andy Warhol. En 1985, il participe pour le musée national d'Art moderne à l'élaboration de l'exposition « Les Immatériaux » auprès du philosophe Jean-François Lyotard et de Thierry Chaput.
Commissaire de la Biennale de Sydney en 1984 et de la Biennale d'Alexandrie en 1991, commissaire de la section internationale Aperto de la Biennale de Venise en 1990 (où il présente en avant-première des pièces de la série Made in Heaven de Jeff Koons), Bernard Blistène est à l'origine de très nombreuses expositions en France et à l'étranger.
En 2008, il est le commissaire, avec Ami Barak, de la biennale de Jérusalem Art Focus, qui « frappe d'autant plus les esprits qu'elle aborde avec délicatesse, mais sans tergiverser, les questions qui fâchent. »
Son parcours comporte nombre d'expositions : « Le musée qui n'existait pas », rétrospective consacrée à Daniel Buren au Centre Pompidou (2002), ou « Un théâtre sans théâtre » (2007), qui propose un vaste et ambitieux panorama des liens ayant uni les arts plastiques au théâtre tout au long du XXe siècle,, organisée au MACBA puis au musée Berardo (Lisbonne) ; ou d'expositions qui s'attachent à la redécouverte de mouvements artistiques majeurs : Fluxus en 2009 et 2010, le lettrisme en 2012.

### Dans les musées et institutions

#### Directeur des musées de Marseille
En 1990, il devient directeur des musées de Marseille et crée le musée d'art contemporain de la ville, qu'il confie en 1996 au trentenaire Philippe Vergne (en). Attentif aux jeunes talents et conseillé par Florence Müller, il confie également à Olivier Saillard l'ouverture du musée de la Mode de Marseille. Il développe dans la foulée de nouvelles institutions pour la ville dont le musée des Arts décoratifs et le musée des Arts africains, océaniens et amérindiens de la Vieille Charité.
Sous son impulsion sont organisées quelques grandes premières rétrospectives françaises consacrées à Jean-Michel Basquiat, Ben, Gordon Matta-Clark, Robert Smithson ou Paul Thek, ainsi que de nombreuses expositions historiques et pluridisciplinaires. Plusieurs expositions font date : « Danses tracées » et « Laszlô Moholy-Nagy » en 1991, « Poésure et Peintrie » et « René Magritte, la période vache » en 1992, ou « L'esprit Fluxus » en 1995. Les musées de Marseille connaissent alors une dynamique exceptionnelle.

#### Directeur adjoint du musée national d'Art moderne
Directeur adjoint du musée national d'Art moderne à partir de 1996, il est chargé d'en superviser la programmation,. En 1998, il est à l'initiative de nombreuses manifestations développées par le Centre Pompidou avec le musée Solomon R. Guggenheim, comme « Rendez-vous » (1999) ou « Premises », (1998-1999).

#### Inspecteur général de la création artistique
En 2002, il est nommé inspecteur général de la création artistique à la délégation aux Arts plastiques, où il conçoit notamment « Trésors publics » (2003), exposition dont « le titre n'est pas usurpé », « exercice de haute voltige » fêtant les vingt ans d'existence des FRAC, sélection de 1 000 œuvres parmi 15 000 déployées en une quinzaine de lieux à Strasbourg, Nantes, Avignon et Arles.
En 2003, il est chargé de « développer » le palais de Tokyo, « pour un Palais à la fois centré sur la création plastique contemporaine et marqué par un engagement plus résolu vers certaines dimensions d'interdisciplinarité. » Il organise ensuite dans l'urgence la première édition de « La Force de l'art » au Grand Palais (2006).

#### Retour au Centre Pompidou
En 2009, à la demande d'Alain Seban, il rejoint à nouveau le Centre Pompidou, en tant que directeur du département du Développement culturel et directeur artistique du Nouveau Festival — manifestation pluridisciplinaire annuelle convoquant arts plastiques, théâtre, musique, danse, vidéo et sciences humaines, conçue pour renouer avec la spécificité historique du Centre Pompidou, initialement pensé comme un lieu de rencontre et d'activation de toutes les formes d'art. L'initiative est guidée par le souci de penser et d’expérimenter de nouvelles manières d'occuper l'espace muséal à travers de multiples interventions « vivantes » visant à activer les œuvres exposées.

##### Le Nouveau Festival
Outre un programme de médiation, le Centre Pompidou s'anime de performances, de conférences et de visites-conférences menées par des spécialistes. Le Nouveau Festival, qui fait appel à chaque édition à plus d'une centaine d'artistes et de théoriciens de divers horizons, propose au public d'explorer la création contemporaine : Heimo Zobernig, Carsten Höller ou La Compagnie du Zerep (2009), Michel Gondry ou Eric Duyckaerts (2011), Guy Maddin, Gisèle Vienne ou Valérie Mréjen (2012), Guy de Cointet, Richard Hollis ou Mika Tajima (2013), Xavier Le Roy, Charles de Meaux ou Rémy Zaugg (2014). La manifestation s'attache aussi à donner leur chance à de jeunes commissaires d'expositions (en 2013, l'Agence du doute) et à présenter des médiums alternatifs (en 2013, le livre d'artiste est mis à l'honneur avec Book Machine). Le Nouveau Festival est complété tout au long de l'année par de ponctuels Rendez-vous du forum animés par de jeunes commissaires et artistes (Serge Bozon, Tania Bruguera, Raimund Hoghe…).
Dès la première édition du festival, une « peinture parlée » quotidienne propose au public une conférence portant sur une œuvre particulière, parfois réalisée par l'artiste lui-même. L'expérience se poursuit durant les éditions suivantes à travers de nombreuses rencontres autour d’œuvres d'art historiques, de jeunes artistes, de pratiques artistiques, de conférences-performances ou de cycles organisés par et autour de jeunes philosophes et penseurs d'aujourd'hui (Elie During, Tristan Garcia…).
À l'occasion de la quatrième édition du Nouveau Festival (2013), le Centre Pompidou se transforme en usine à livres d'artiste avec le projet Book Machine — le public a la possibilité de créer un livre en compagnie de jeunes graphistes, sur place, puis de le faire imprimer — tandis qu'une initiation aux « langues inventées » est proposée aux curieux à travers des salles qui « bruissent de mille verbes et cryptogrammes fascinants ».
Le Nouveau Festival est présenté au musée de l'Ermitage, à Saint-Pétersbourg, à l'automne 2010.

#### Directeur du musée national d'Art moderne
Le 15 novembre 2013, sur proposition d'Alain Seban, président du Centre Pompidou, il est nommé par Aurélie Filippetti, ministre de la Culture, directeur du musée national d'Art moderne. En juillet 2021, le ministère de la Culture  annonce que son mandat prendra fin le 1er octobre suivant et qu'il est remplacé par Xavier Rey.

#### Président de «Mondes Nouveaux»
Nommé par le président de la République Emmanuel Macron en 2021, Bernard Blistène a été chargé de coordonner le projet de commande nationale dans l'art contemporain doté de 30 millions d'Euros et baptisé « Mondes nouveaux » (dans le cadre du volet « culture » du plan de relance post-Covid). Ce projet est basé sur le Federal Art Project imaginé par Franklin Delano Roosevelt dans les années 1930. En 2021, près de 3 200 projets ont été déposés, 264 ont été retenus (dont 80 collectifs). Ils seront financés en 2022.

### Décorations
- 2015 :  Officier de l'ordre des Arts et des Lettres[34].
- 2007 :  Chevalier de la Légion d'honneur[35].

## Principales expositions
- « Gerhard Richter », musée d'Art et d'Industrie de Saint-Étienne (1984)
- « Barry Flanagan », Centre Georges-Pompidou (1984)
- « Ulrich Rückriem », Centre Georges-Pompidou (1984)
- « Christian Boltanski », Centre Georges-Pompidou (1984)
- « Klaus Rinke », Centre Georges-Pompidou (1985)
- « Enzo Cucchi », Centre Georges-Pompidou (1986)
- « François Morellet », Centre Georges-Pompidou (1986)
- « L'époque, la mode, la morale, la passion », avec Catherine David et Alfred Pacquement, Centre Georges-Pompidou (1987)
- « Cy Twombly », Centre Georges-Pompidou (1988)
- « Lucio Fontana », Centre Georges-Pompidou (1988)
- « Richard Artschwager », Centre Georges-Pompidou (1988)
- « Ed Ruscha », Centre Georges-Pompidou (1989)
- « Gérard Garouste », Centre Georges-Pompidou (1989)
- « Andy Warhol », Centre Georges-Pompidou (1990)
- « Arte povera », musées de Marseille (1990)
- « Aperto », section internationale de la Biennale de Venise (1990) avec Stuart Morgan et Linda Shearer
- « Danses tracées », musées de Marseille (1991)
- « De la danse libre vers l'art pur », musées de Marseille (1991) avec Harald Szeemann
- « Poésure et peintrie », musées de Marseille (1992)
- « René Magritte : la période "vache" », musées de Marseille (1992)
- « César : œuvres de 1947 à 1993 », musées de Marseille (1993)
- « Robert Smithson », en coproduction avec l’IVAM, musées de Marseille (1994)
- « Ben, pour ou contre, une rétrospective », avec Philippe Vergne (en), musées de Marseille (1995)
- « L'Esprit Fluxus », en coproduction avec le Walker Art Center, musées de Marseille (1995)
- « Rendez-vous », avec Lisa Dennison, Solomon R. Guggenheim Museum (1999)
- « Premises », avec Alison M. Gingeras et Alain Guiheux, Musée Guggenheim Soho (1999)
- « Au-delà du spectacle », avec Philippe Vergne, Centre Georges-Pompidou (2000)
- « Elysian Field », avec Elein Fleiss et Olivier Zahm, Centre Georges-Pompidou (2000)
- « Le musée qui n'existait pas - Daniel Buren », avec Alison Gingeras et Laurent Le Bon, Centre Pompidou (2002)
- « Trésors publics », avec Ami Barak et Katia Baudin (2003)
- « La Force de l'art », coordination générale, Grand Palais (2006)
- « Un théâtre sans théâtre », avec Yann Chateigné, musée d'Art contemporain de Barcelone (2007) et musée Berardo de Lisbonne
- « Can Art do More? », avec Ami Barak, 5e Biennale de Jérusalem (2008)
- « Soudain l'été Fluxus », Passage de Retz (2009), puis « Fluxus, on verra bien », Multimedia Art Museum, Moscou (2010)
- « François Dufrêne/Raymond Hains. Une amitié entre l'art et les mots », Passage de Retz (2011)
- « Bientôt les lettristes », avec Frédéric Acquaviva et Nicolas Liucci-Goutnikov, Passage de Retz (2012)
- « Les Rendez-vous du Forum », Centre Pompidou (2010-2011)
- « Nouveau Festival », Centre Pompidou (2009-2014)
- « Jeff Koons », Centre Pompidou (2014)
- « César », Centre Pompidou (2017-2018)
- « Jim Dine, Paris reconnaissance », Centre Pompidou (2018)
- « Kanal Brut », Centre Pompidou, Bruxelles (2018-2019)
- « Christian Boltanski. Faire son temps », Centre Pompidou (2019-2020)

## Publications
Principales monographies
- Andy Warhol, cinéma (1990)
- Une histoire de l'art du XXe siècle (1998, rééditée en 2009)
- Daniel Buren et l'architecture (2004)
- Le musée qui n'existait pas (2010)

Il a en outre dirigé ou contribué à de multiples catalogues d'exposition, notamment Richard Artschwager, Jean-Michel Basquiat, Ben, Christian Boltanski, Daniel Buren, Anthony Caro, Enrico Castellani, César, Tony Cragg,  Gérard Deschamps ,François Dufrêne, Barry Flanagan, Lucio Fontana, Claire Fontaine, Gérard Fromanger, Gérard Garouste, Arshile Gorky, Raymond Hains, Bertrand Lavier, Markus Lüpertz, René Magritte, François Morellet, Orlan, Blinky Palermo, Giuseppe Penone, Gaetano Pesce, Michelangelo Pistoletto, André Raffray, Arnulf Rainer, Gerhard Richter, Klaus Rinke, Ed Ruscha, Claude Rutault, Yves Saint Laurent, Julian Schnabel, Sturtevant, Jean Tinguely, Cy Twombly, Jacques Villeglé, Andy Warhol.

### Conférence
- « Je ne sais pas ce que c'est que l'Art. Il m'arrive de savoir ce qu'il n'est pas. »

### Radio
- « Le musée du Centre Pompidou par Bernard Blistène », France Culture, L'art est la matière par Jean de Loisy, le 7 février 2021